# Эспосито, Унай
Унай Эспосито Медина (исп. Unai Expósito Medina; род. 23 января 1980, Баракальдо, Страна Басков) — испанский футболист, защитник.

## Карьера
Унай — выпускник академии «Атлетика». До дебюта в основе команды он сыграл за её фарм-клубы «Данок Бэт», «Басконию» и «Бильбао Атлетик». За главную команду Страны Басков Унай отыграл 2 матча, после чего направился на правах аренды в «Нумансию», где сыграл во всех матчах Сегунды. Вернувшись из аренды, защитник перешёл в «Осасуну», в которой провёл два сезона, а затем вернулся в «Атлетик». В своей родной команде Унай провёл три сезона и 58 матчей. Следующим клубом игрока стал «Эркулес» из Сегунды, но там он задержался лишь на сезон. Потом он поиграл пару сезонов в «Картахене», а летом 2011 года вернулся в знакомую ему «Нумансию». Через два сезона Унай перешёл в клуб третьей лиги «Баракальдо» и провел там один год.

## Личная жизнь
Унай является племянником Йосу Эспосито, бывшего певца и гитариста испанской панк-рок группы «Эскорбуто».